# کرنلیوس دبروین

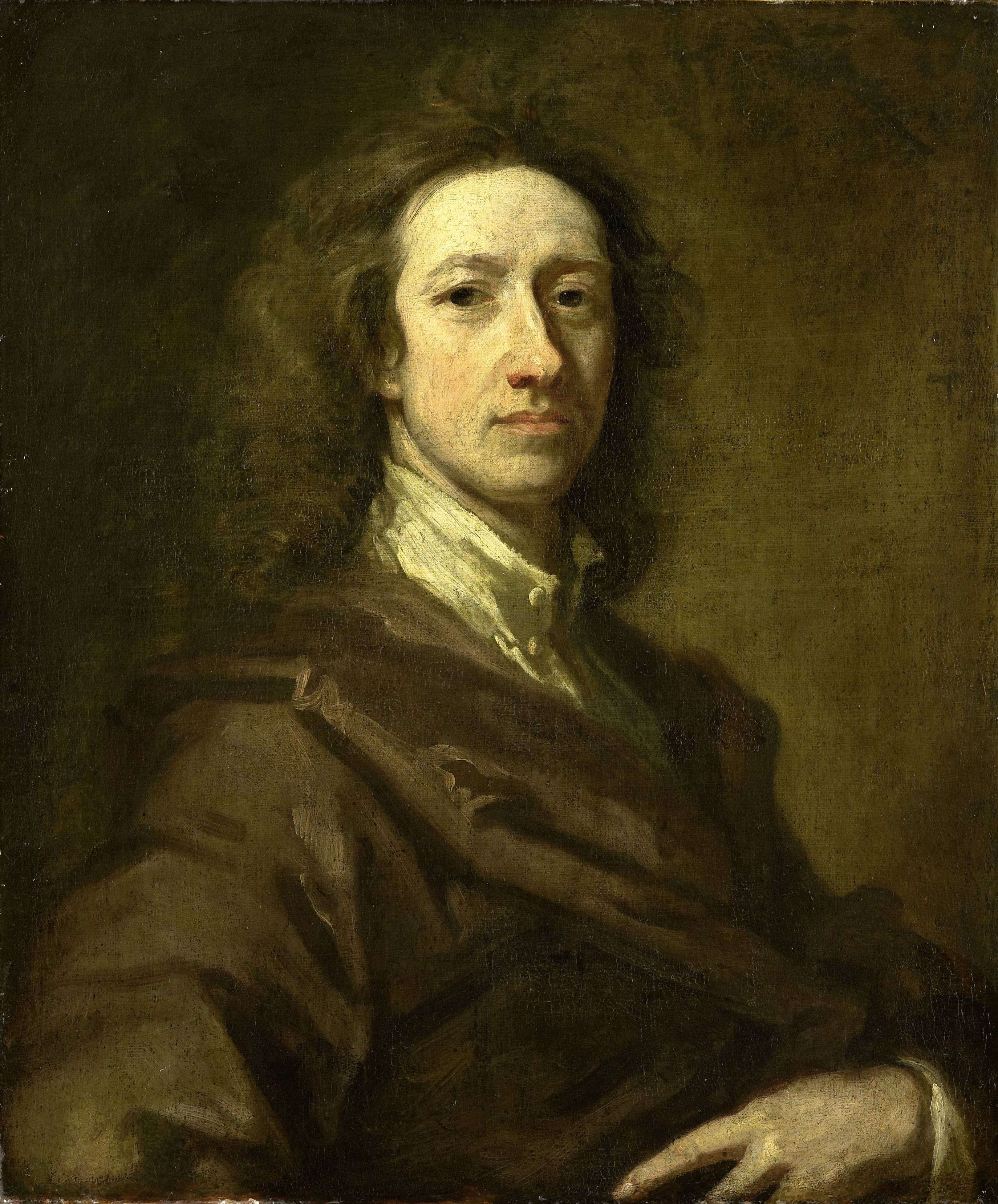
کرنلیوس د برین، ۱۶۹۸ (میلادی)

کرنلیوس دبروین (به هلندی: Cornelis de Bruijn) (۱۶۵۲ لاهه - ۱۷۲۶ اوترخت) جهانگرد، نویسنده و نقاش هلندی بود. او در دو سفر خود، مشاهداتش از انسان‌ها، گیاهان و ساختمان‌ها را به تصویر کشید و به چاپ رساند. وی ضمن سفر در ایران، اطلاعات و تصاویر فراوانی نیز از شیوه زندگی ایرانیان و بناهای تاریخی ایران تهیه کرده است. نام وی در سفرنامه‌اش (به زبان فرانسوی) که در سال ۱۷۱۸ میلادی منتشر شده به شکل Corneille Le Brun آمده‌ است.

دبروین (یا دبروین)، که با نام کورنیل لو برون یا لو بروین نیز شناخته می‌شود، نقاش هلندی و نویسنده دو گزارش از سفرهای خود به ایران و سایر سرزمین‌های شرقی بود. او از کودکی علاقه شدیدی به کشورهای خارجی و سفر داشت و عشق او به نقاشی و طراحی نیز بخشی به دلیل مفید بودن این مهارت‌ها برای نمایش دقیق دیده‌های مسافران از سرزمین‌های خارجی بود. دبروین در لاهه نزد استاد نقاشی، تئودور فان در شور، آموزش دید. نیکلاس ویتسن، شهردار آمستردام و علاقه‌مند به سفر که در سال 1666 به "تاتارستان شمالی و شرقی" سفر کرده بود، تحت تأثیر علاقه دبروین به سفر و هنر قرار گرفت و تصمیم گرفت سفر اول او به خارج را تأمین مالی کند.
دبروین در 1 نوامبر 1674 به ایتالیا رفت و چهار سال در آنجا ماند و سپس به ازمیر رفت و از آنجا به آسیای صغیر و مصر سفر کرد. او در سال 1684 به ونیز بازگشت و هشت سال در آنجا زندگی کرد و نزد کارل لوث نقاشی آموخت. در 19 مارس 1693 به لاهه رسید و پنج سال بعد را به نوشتن اولین سفرنامه خود (Reizen van Corn. de Bruyn) و آماده‌سازی 215 طرح حکاکی که آن را همراهی می‌کرد، گذراند. نسخه‌ای فرانسوی از این کتاب در سال 1700 منتشر شد و نسخه انگلیسی آن در سال 1702 با عنوان A Voyage to the Levant به چاپ رسید.
در 28 ژوئیه 1701، دبروین بار دیگر از لاهه عازم سفر به روسیه، ایران و هند شرقی شد و تا 24 اکتبر 1708 بازنگشت. ویتسن که در تجارت با روسیه و شرکت هند شرقی هلند (V.O.C.) منافعی داشت، این سفر را تأمین مالی کرد و دسترسی دبروین به افراد مهم و حمایت محافل هلندی را در کشورهایی که او سفر کرد، تسهیل کرد. دبروین در 21 ژوئیه 1703 وارد ایران شد و مسیر استاندارد مسافران اروپایی را دنبال کرد: شماخی، اردبیل، قم، کاشان، اصفهان، شیراز و بندرعباس. او در 13 دسامبر 1703 به اصفهان رسید و تقریباً یک سال در آنجا ماند. در این مدت با اعضای محلی شرکت هند شرقی هلند روابط نزدیکی داشت و حتی در دربار معرفی شد و از شاه سلطان حسین نقاشی کشید.
گزارش سفر دبروین اطلاعات جدید و مهمی درباره جامعه ایران ارائه نمی‌دهد، اما گزارشی دقیق و متعادل است که از عناصر خیالی که اغلب آثار سایر مسافران هم‌عصر را مخدوش می‌کند، خالی است. نقاشی‌های او از پرسپولیس، که بیشتر از طبیعت کشیده شده‌اند، بسیار دقیق‌تر از آثار پیشینیان او هستند. دبروین همچنین نام خود را بر دروازه خشایارشا در سال 1704 حک کرد.
پس از بازگشت از آسیا، دبروین بیشتر وقت خود را صرف نوشتن دومین کتاب خود و آماده‌سازی 320 طرح حکاکی کرد. این اثر در سال 1711 منتشر شد و در سال 1714 تجدید چاپ شد. دبروین در این کتاب نیز نقدهایی بر آثار کامفر و شاردن منتشر کرد. ترجمه‌های فرانسوی و انگلیسی مختلفی از آثار او منتشر شدند و نسخه‌هایی از سفرنامه دوم او شامل بیش از 300 تصویر در روسیه و انگلستان نیز به چاپ رسیدند.
دبروین بقیه عمر خود را به هنر و دیدار با دوستان در شهرهای مختلف هلند گذراند و در یکی از این بازدیدها، در خانه دیوید ون مولم در اوترخت، درگذشت. هرچند تمامی نسخه‌های کتاب‌های دبروین اعلام کرده‌اند که تصاویر توسط خود او کشیده شده‌اند، مشخص نیست چه کسی آنها را حکاکی کرده است. تعداد کمی از نقاشی‌های او باقی مانده‌اند، از جمله پرتره‌ای که در سال 1963 در حراج کریستی لندن فروخته شد و اثری به نام داوود و ابیگیل که در گالری کولونا در رم نگهداری می‌شود. یک حکاکی تمام‌صفحه (اثر G. Valck) از پرتره‌ای از دبروین که توسط G. Kneller کشیده شده است، در اولین نسخه هلندی هر یک از سفرنامه‌های او دیده می‌شود.

## سفرها
در اولین سفر خود، از رم بازدید کرد، جایی که با نام مستعار آدونیس به عضویت بنتووئگل‌ها درآمد، به این ترتیب او بنتبریف آبراهام ژنوئلز دوم را امضا کرد. در مصر به بالای یک هرم رفت و امضای خود را گذاشت. وی نقاشی‌های مخفیانه ای از اورشلیم، که بخشی از عثمانی بود، انجام داد. ولی نقاشی‌های او از پالمیرا کپی هستند.
از سال ۱۶۸۴ در ونیز با یوهان کارل لوث کار کرد و در سال ۱۶۹۳ به لاهه بازگشت و آثار خود را فروخت. او در سال ۱۶۹۸ کتاب مصور خود را منتشر کرد که موفقیت‌آمیز بود و به چندین زبان ترجمه شد. دو نمونه دارای تصاویر رنگی هستند، اولین چاپ رنگی در تاریخ. از جمله تصاویری از داخل هرم بزرگ و اورشلیم بود که در اروپا مورد تحسین واقع شد.
در ۱۷۰۱ به Archangelsk رفت. در سفر دوم خود از سامویدها در شمال روسیه دیدن کرد. در مسکو با امپراتور پتر کبیر آشنا شد و خواهرزاده‌هایش را نقاشی کرد و نقاشی‌ها برای نامزدهای احتمالی ازدواج فرستاده شد.
در اواخر آوریل ۱۷۰۳، همراه با گروه بازرگان ارمنی اصفهانی که نامش را یعقوب داویدوف ثبت کرده، مسکو را ترک کرد. دی بروین و ارمنیان از رودخانه مسکوا، اوکا و ولگا عبور کردند و به آستاراخان رسیدند. به لطف توقف کوتاه دی برویین در نیژنی نووگورود در طول تعطیلات عید پاک، اکنون توصیفی از مرکز عمده تجارت ولگا روسیه که در سال ۱۷۰۳ با کرملین، کلیساهای سنگی، و صحنه پر جنب و جوش بار (کاباک) را داریم.
در ایران نقاشی‌هایی از شهرهایی مانند اصفهان و تخت جمشید (۱۷۰۴–۱۷۰۵) کشید. سپس به جاوه رفته و به ایران، روسیه و در نهایت هلند بازگشت.
نقاشی‌های او از تخت جمشید، شور و هیجانی برانگیخت. شهردار آمستردام نیکلاس ویتسن و یکی از اعضای انجمن سلطنتی احتمالاً از او خواسته‌اند تا شهر معروف به چهل ستون را ترسیم کند. برای یک قرن، بهترین تصویر در دسترس دانشمندان غربی بودند. دی بروین به سرقت ادبی متهم شد و کتاب دوم او، Reizen over Moskovie چندان موفق نبود. از آمستردام به ویانن گریخت.
او همچنین در ایران نسخه ای از شاهنامه فردوسی را به دست آورد که آن را تلخیص کرد و برای غربیها در دسترس قرار داد.

## آثار
- Corneille Le Brun: Voyages de Corneille Le Brun Par la Moscovie en Perse, Freres Wetstein, Amsterdam-1718
- سفرهای کورنلیس دو بروین از طریق مشهورترین نقاط آسیای صغیر (۱۶۹۸)
- Corneille le Brun, Voyage au Levant (ترجمه فرانسوی، ۱۷۰۰)
- سفری به شام: یا سفر در بخش‌های اصلی آسیای صغیر (ترجمه انگلیسی، ۱۷۰۲)
- سفر در مسیر رود مسکوای، توسط پرسی و ایندی (۱۷۱۱)
- سفر به مسکو و ایران (ترجمه فرانسوی، ۱۷۱۸)
- سفر به شام و سفر به مسکو، ایران و هند شرقی (ترجمه انگلیسی، ۱۷۲۰)
- چکیده‌ای از M.C. سفرهای لو برون در روسیه (۱۷۲۲)
- Puteshestvie cerez Moscowviju (گزیده روسی ۱۸۷۳)
- یادداشت‌هایی در مورد آثار بقایای تخت جمشید باستان (۱۷۱۴)
- سایر ترجمه‌های انگلیسی در سال‌های ۱۷۳۷، ۱۷۵۹ و ۱۸۷۳ منتشر شد.

## مرگ
در نهایت توسط یک تاجر ابریشم منونایت دعوت شد و در اوترخت درگذشت. معلوم نیست کی و کجا دفن شده‌است.

## گالری آثار
نمونه‌هایی از نقاشی‌ها و طراحی‌های کرنلیوس دبروین از شهرها و بناهای تاریخی و مردمان ایران

نقشه جنوب شرق آسیا
نمایی از میدان نقش جهان
لباس مردان و زنان ایرانی
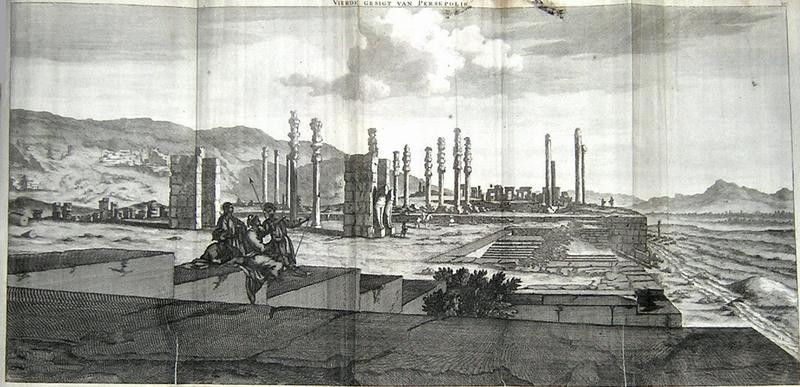
نمایی از تخت جمشید
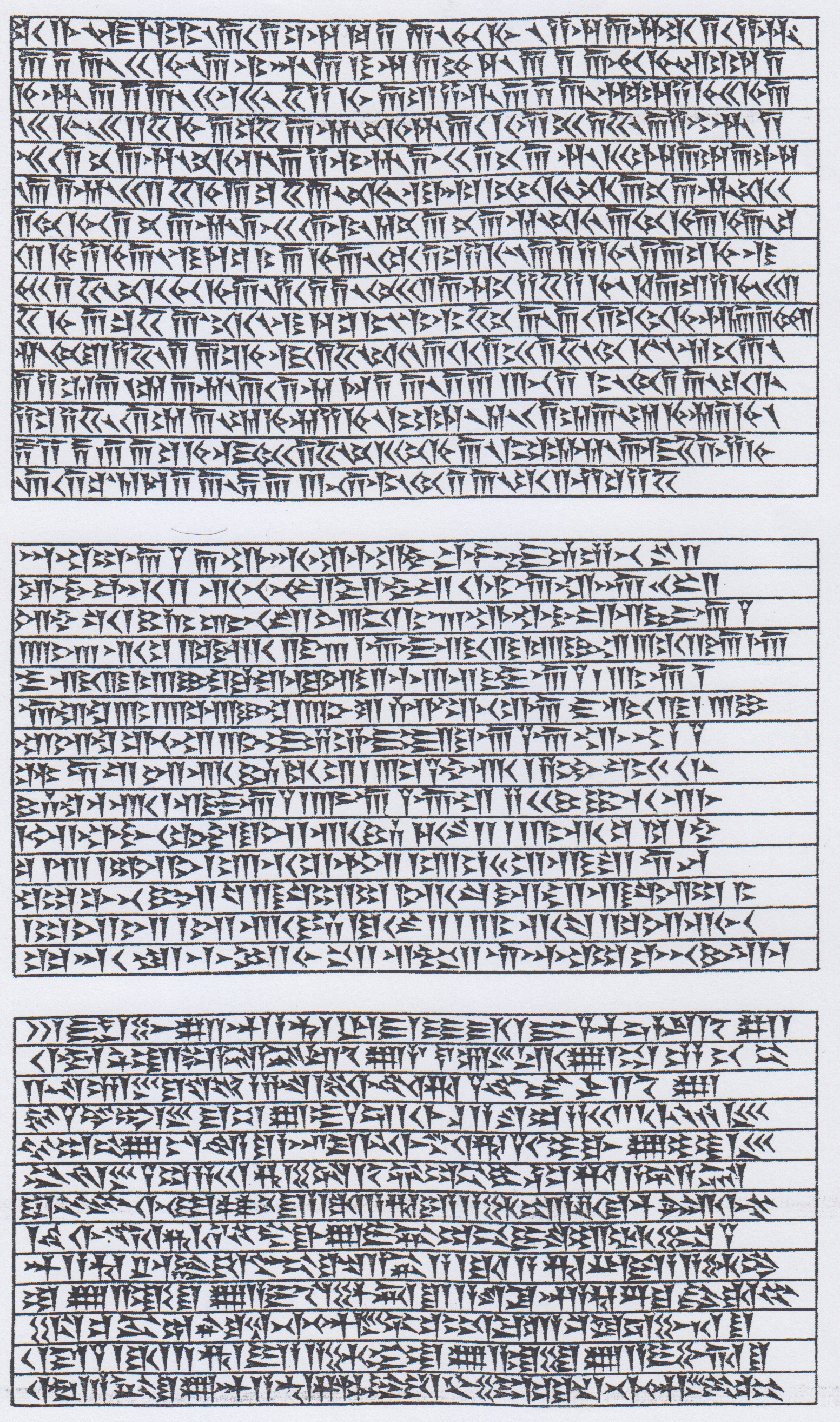
کتیبه میخی
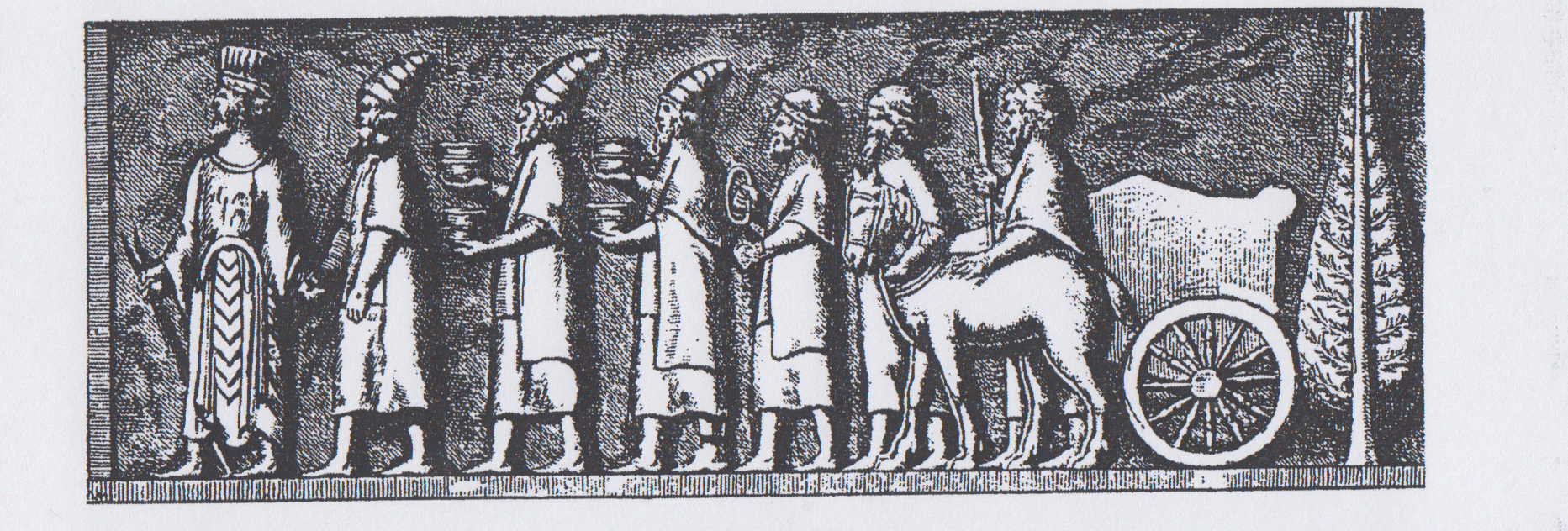
هیئت نمایندگی در آپادانا
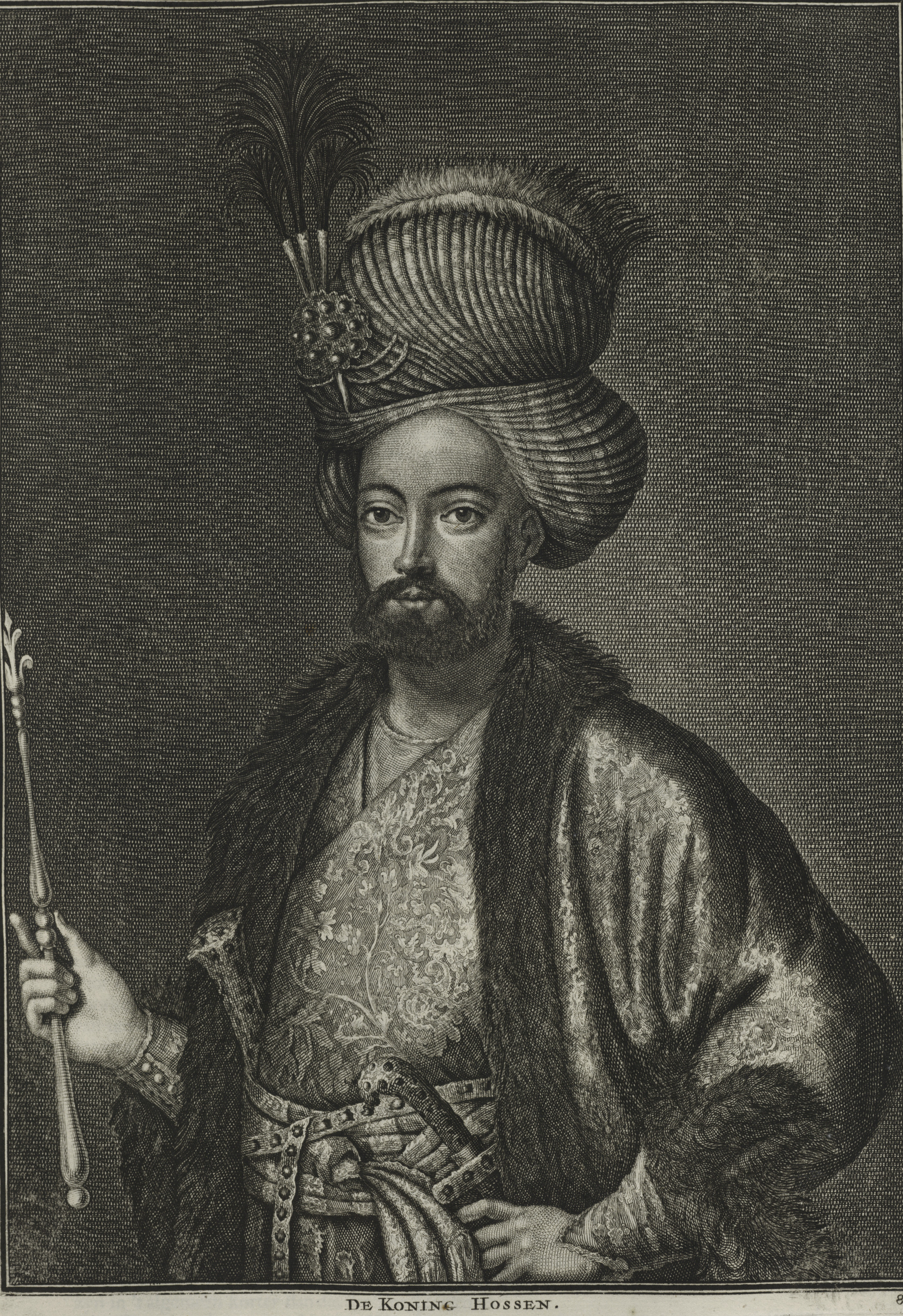
شاه سلطان حسین
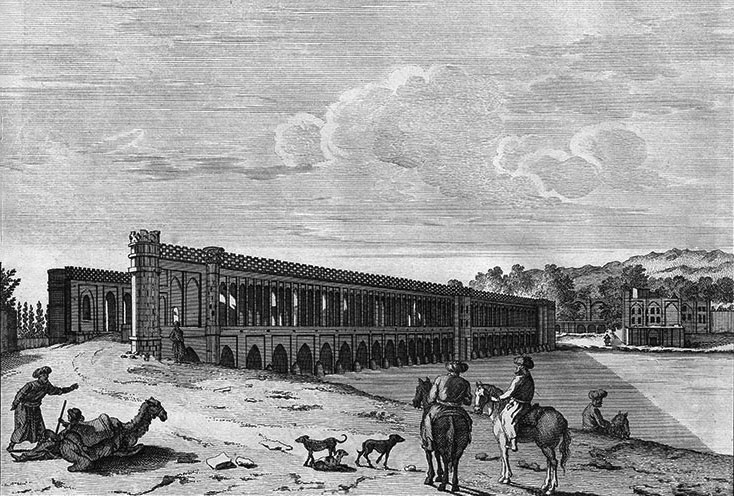
سی و سه پل
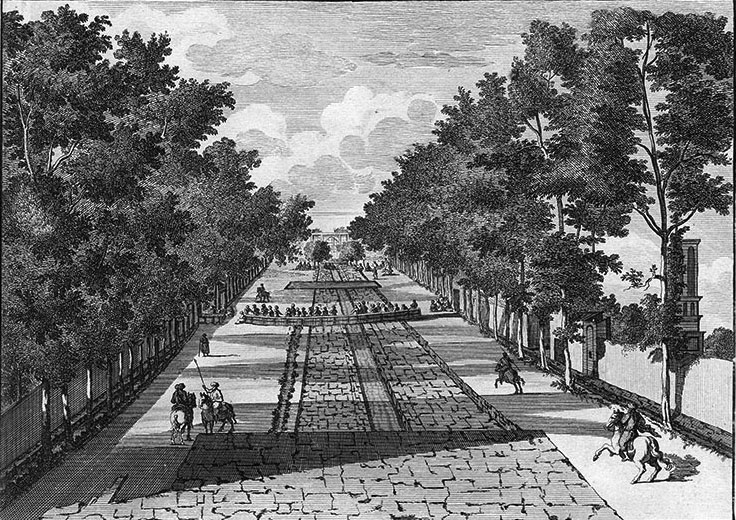
خیابان چهارباغ اصفهان
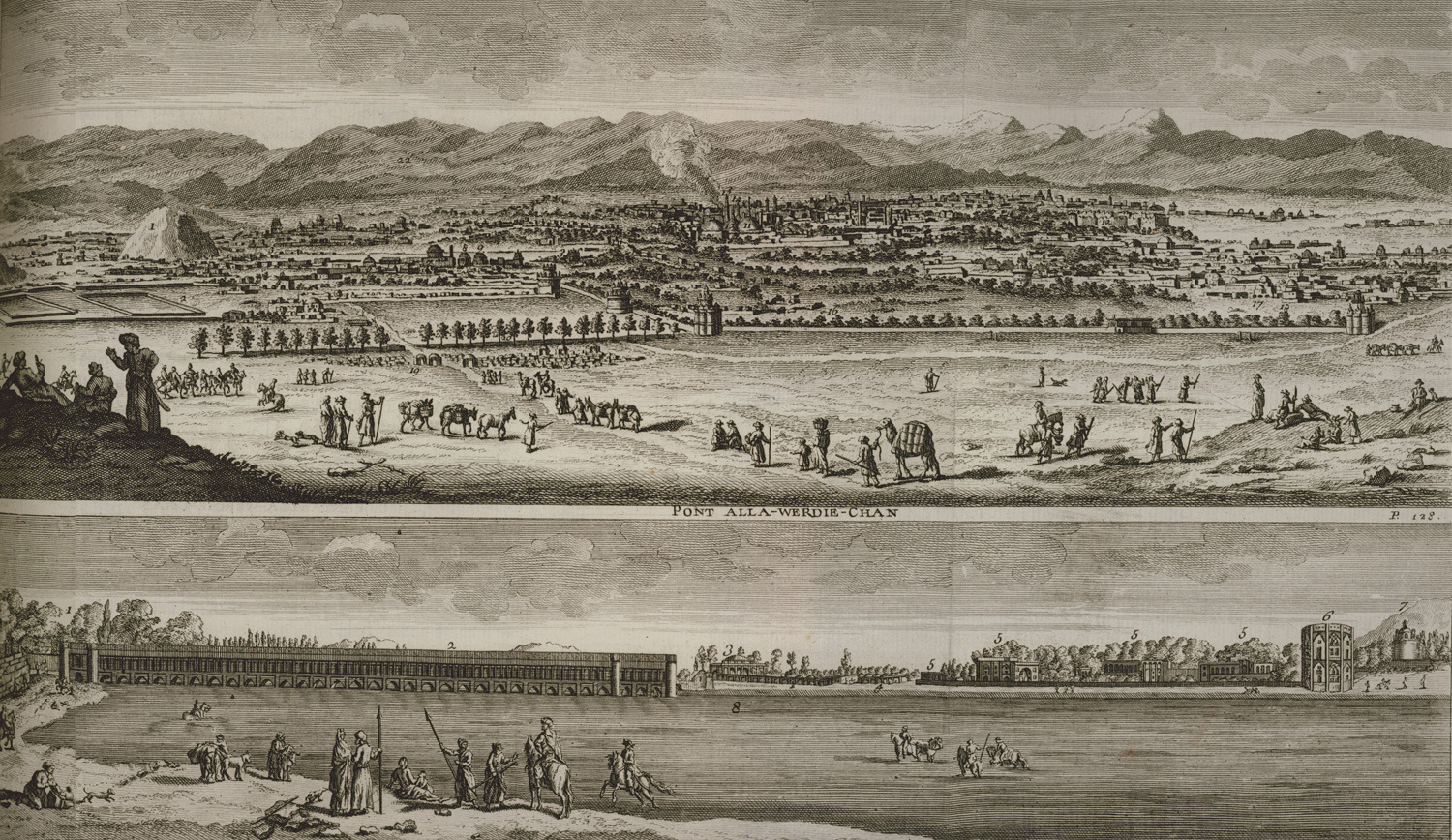
نمایی از اصفهان و پل الله وردی خان
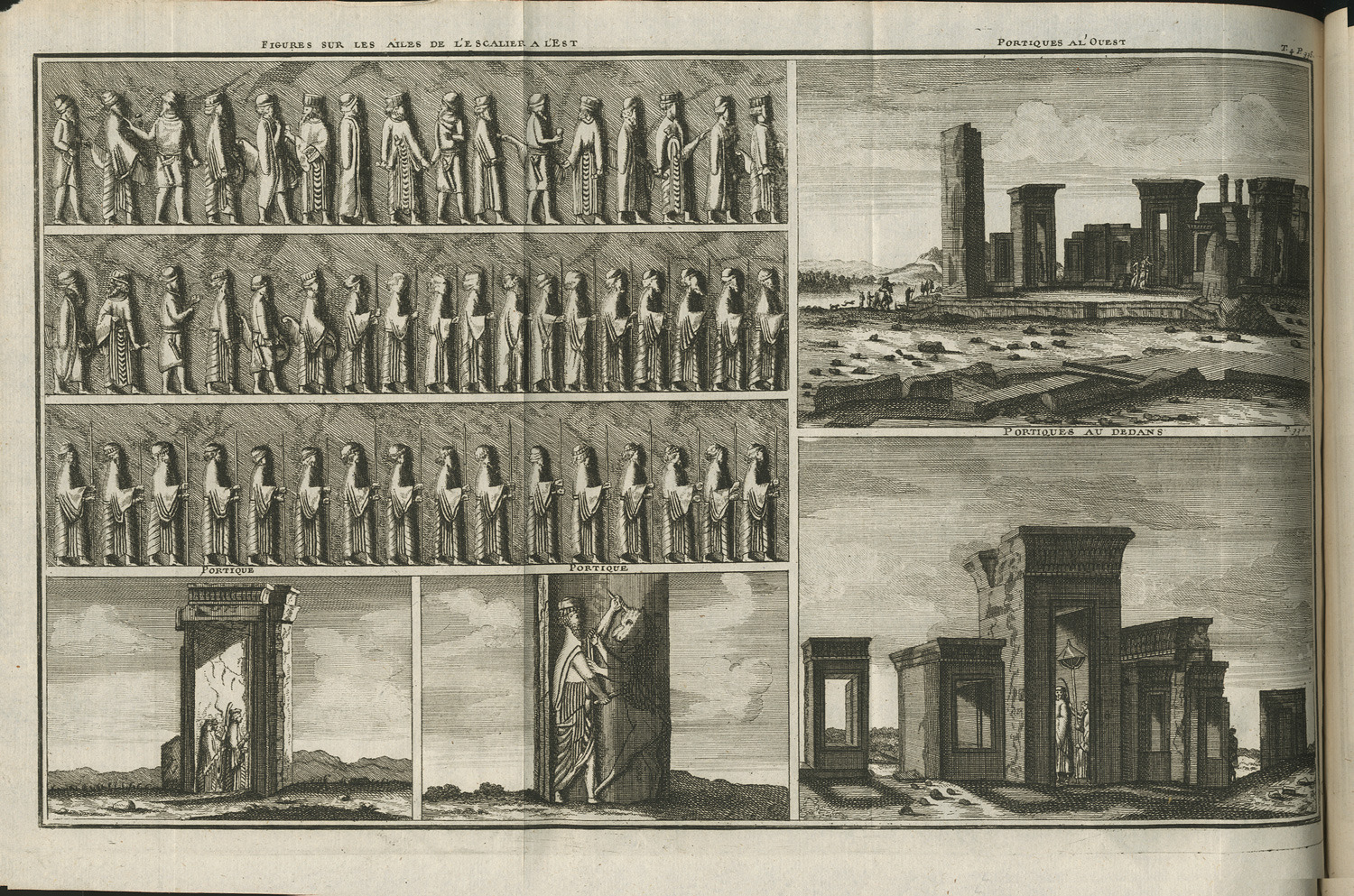
سنگ‌نگاره در تخت جمشید